# Cathédrale de l'Assomption-de-la-Bienheureuse-Vierge-Marie de Dubrovnik
Pour les articles homonymes, voir Cathédrale de Raguse.
La cathédrale de l'Assomption-de-la-Bienheureuse-Vierge-Marie (en croate : Katedrala Velike Gospe, Katedrala Marijina Uznesenja) est une cathédrale catholique située à Dubrovnik, en Croatie. Elle est le siège du Diocèse de Dubrovnik.
Elle fait partie de l'ensemble monumental de la Vieille ville de Dubrovnik, déclarée Patrimoine mondial de l'Humanité en 1979.

## Histoire
Le premier bâtiment a été bâti entre les VIe siècle et VIIe siècle en style byzantin. Elle a été reconstruite en style roman entre les XIIe et XIVe siècles. Selon une légende, l'édification aurait été rendue possible grâce à une donation du roi Richard Cœur de Lion, après avoir été sauvé d'un naufrage dans cette ville. 

La cathédrale, telle qu'elle se présente actuellement, a été rebâtie entre les XVIIe siècle et XVIIIe siècle sur les ruines de l'ancienne cathédrale byzantine et romane, détruite lors du séisme du 6 avril 1667, et donc reconstruite en style baroque, sur un projet des architectes romains Andrea Buffalini et Paolo Andreotti.

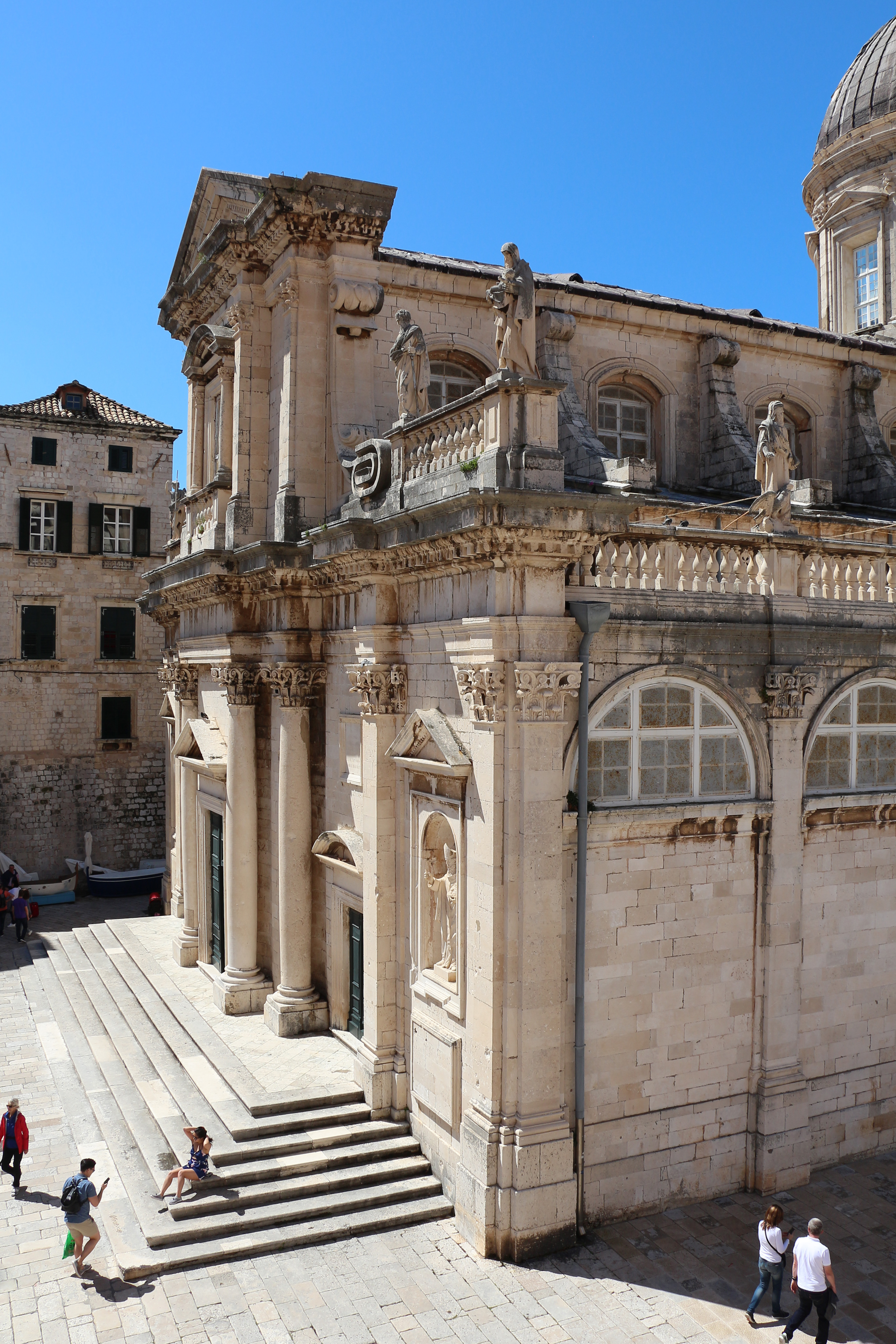
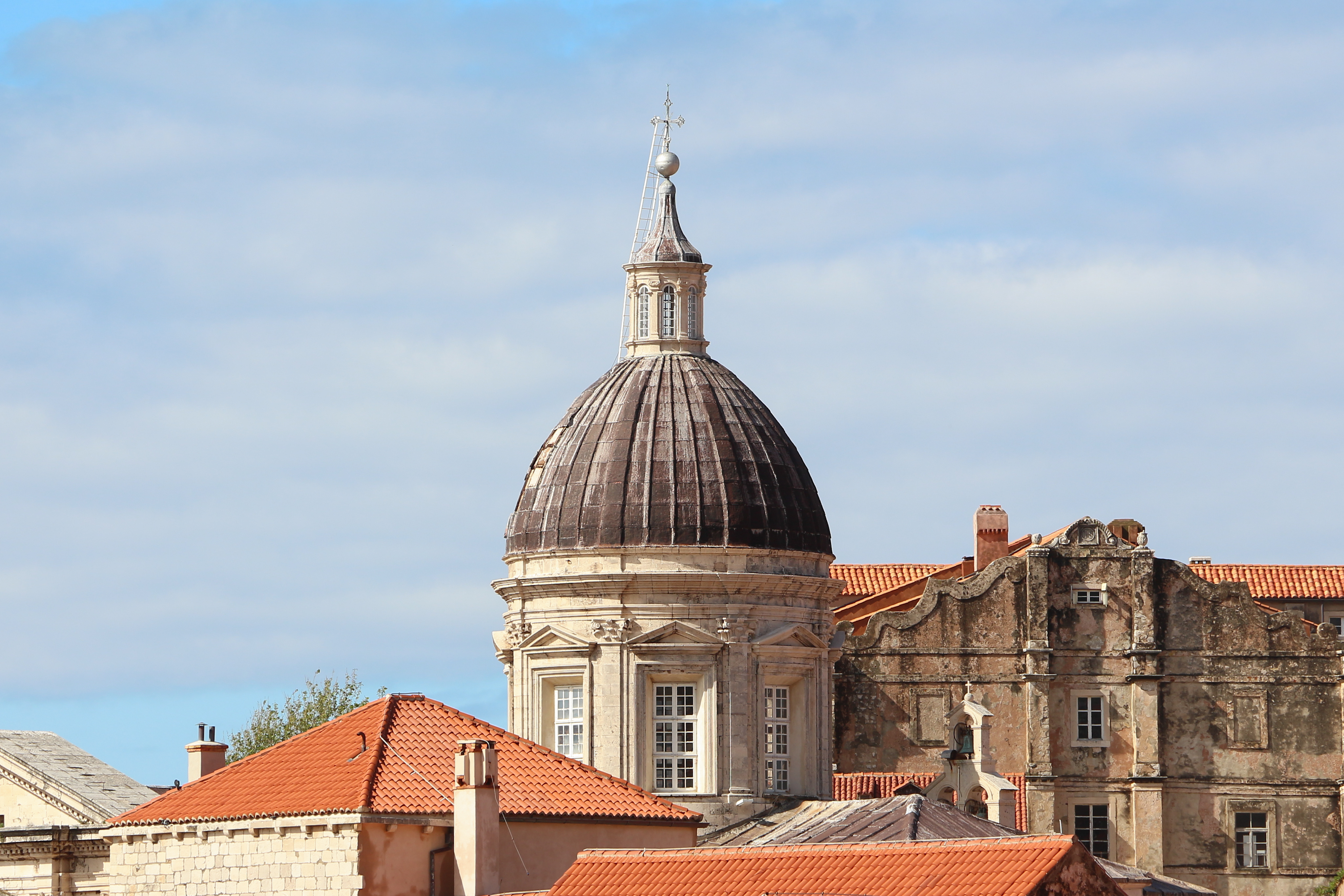
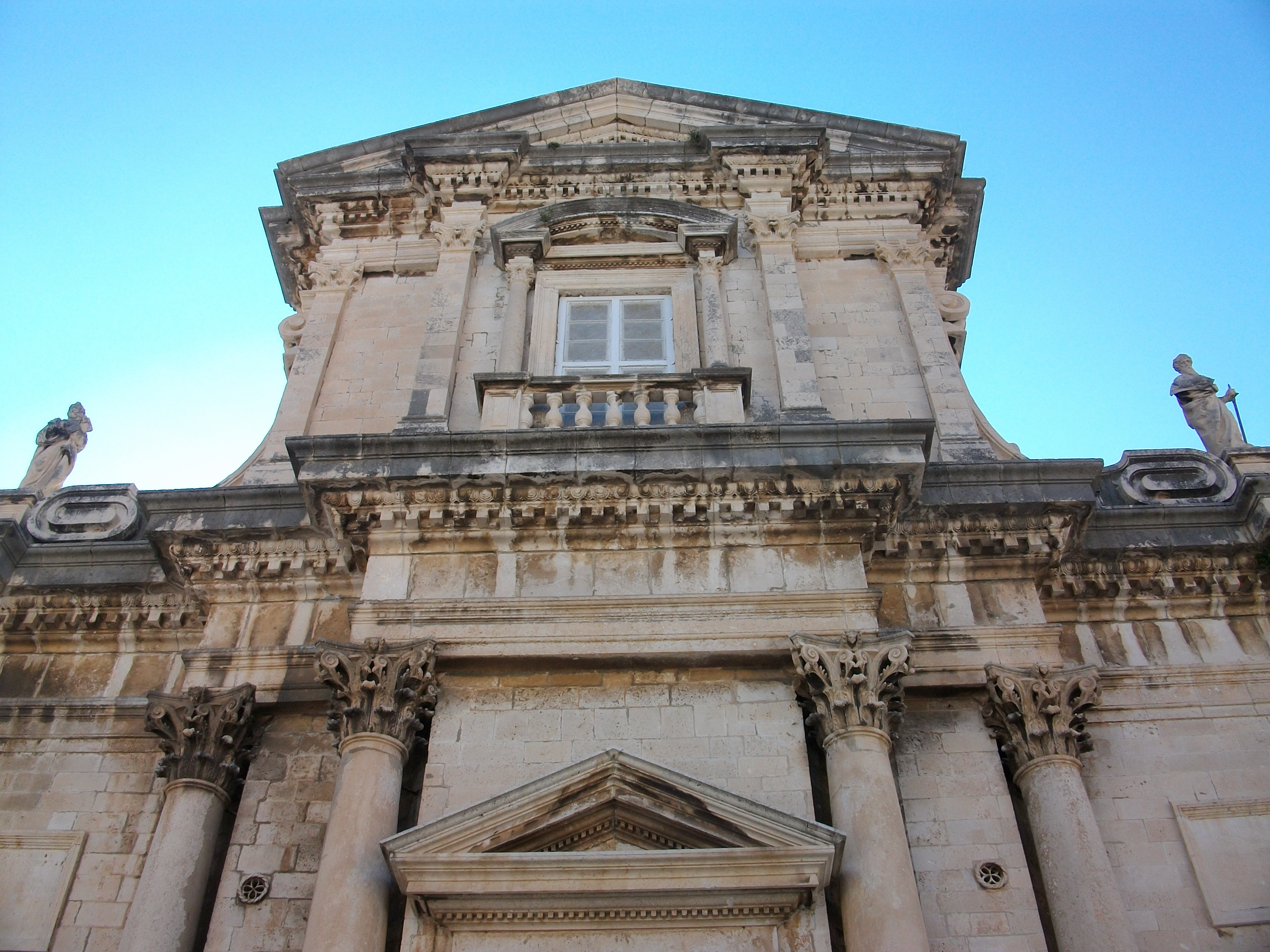
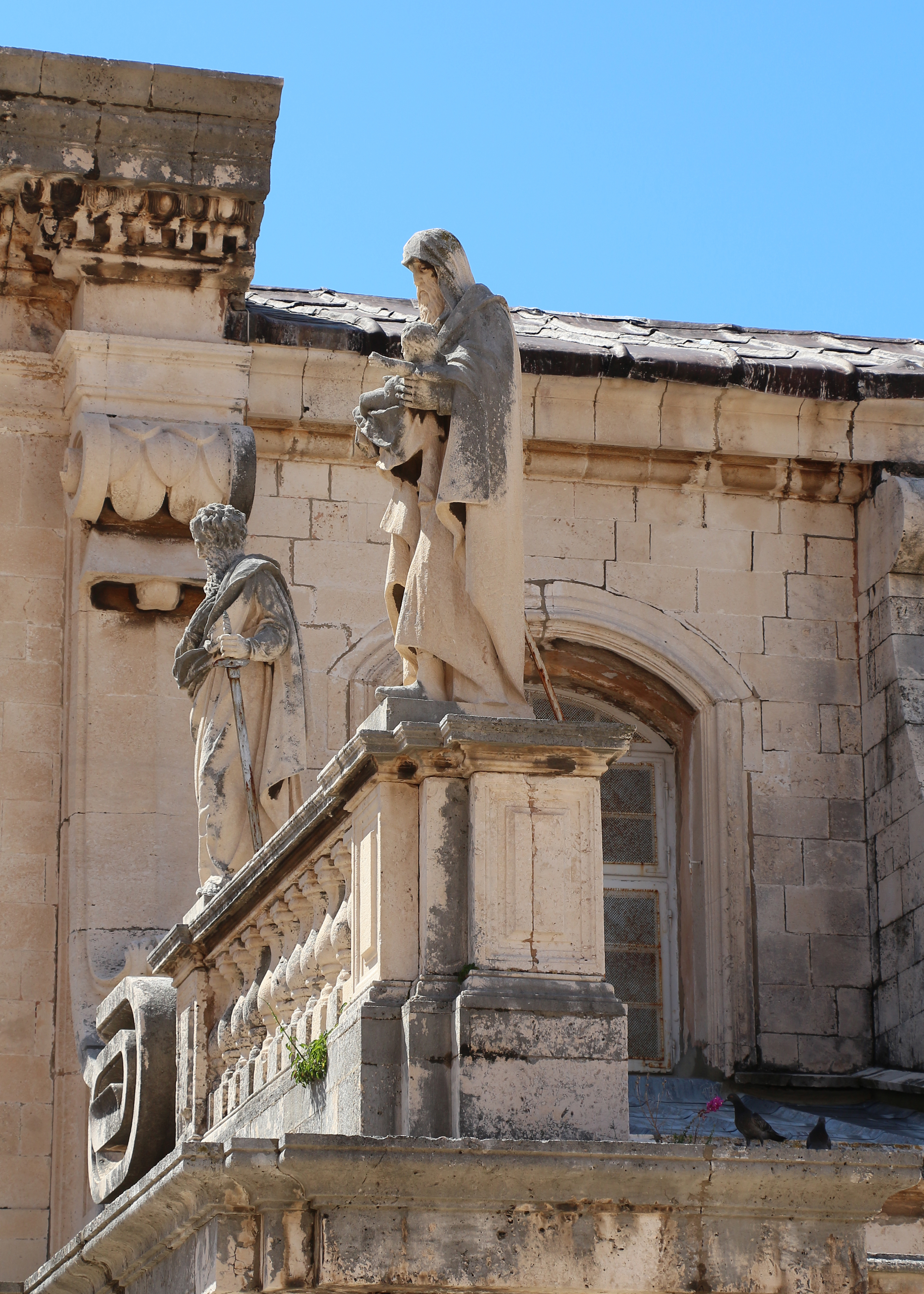
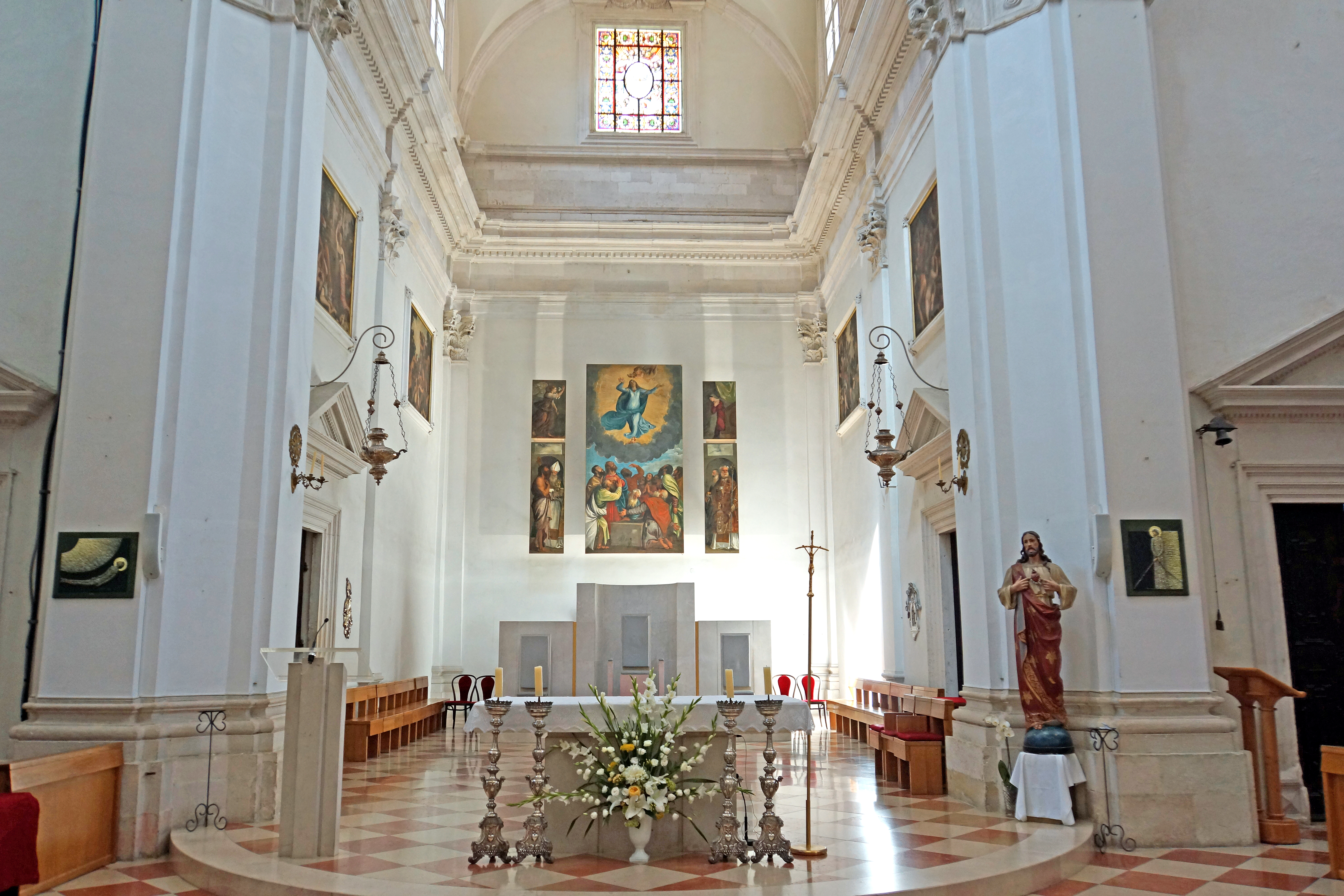